# Селім Амалла
Селім Амалла (бербер. ⵙⴻⵍⵉⵎ ⴻⵎⴻⵍⴰⵃ, нар. 15 листопада 1996, Отраж, Бельгія) — марокканський футболіст, півзахисник іспанського клубу «Вальядолід» та національної збірної Марокко.

## Клубна кар'єра
Селім Амалла народився у бельгійському місті Отраж. З 2003 року займався футболом у школі клубу «Монс». Деякий час перебував в академії столичного «Андерлехта» але потім знову повернувся до «Монса».
У дорослому футболі Амалла дебютував у складі клуба «Мускрон», де своєю результативною грою привернув увагу клубів Ліги Жупіле. І у 2019 році Амалла підписав чотирирічний контракт з клубом «Стандард». У складі цього клубу Селім Амалла брав участь у груповому раунді Ліги Європи, де також відзначився забитими голами.
У листопаді 2020 року Амалла отримав приз «Бельгійський лев», який вручають кращому футболісту Бельгії арабського походження.
Сезон чемпіонату Бельгі 2020/21 Селім Амалла завершив в статусі найкращого бомбардира команди, забивши в чемпіонаті 15 голів.

## Кар'єра в збірній
Народжений у Бельгії, Селім Амалла має марокканське й італійське коріння. Тому футболіст вирішив виступати за національну збірну Марокко. І у листопаді 2019 року він у матчі відбору до Кубка африканських націй 2022 року проти команди Мавританії Амалла дебютував у складі збірної Марокко.

## Призи
Індивідуальні
- «Бельгійський лев» 2020[3]